# Ungerskspråkiga Wikipedia
Ungerskspråkiga Wikipedia är en språkvariant av Wikipedia på ungerska. Den startades 8 juli 2003 och har för närvarande 555 706 artiklar..

### Fotnoter
1. ↑  A magyar Wikipédia a tizenkilencedik legnagyobb a vilagon Arkiverad 2 november 2012 hämtat från the Wayback Machine. i MTV Híradó, 13 september 2011 (ungerska)